# مدو لیک
مدو لیک (به انگلیسی: Meadow Lake) یک منطقهٔ مسکونی در کانادا است که در ساسکاچوان واقع شده‌است. مدو لیک ۵٬۰۴۵ نفر جمعیت دارد و ۴۹۸٫۳۰ متر بالاتر از سطح دریا واقع شده‌است.